# Cheekanahalli, Krishnarajpet
Cheekanahalli là một làng thuộc tehsil Krishnarajpet, huyện Mandya, bang Karnataka, Ấn Độ.